# 法恩施泰特
法恩施泰特是德国萨克森-安哈尔特州的一个市镇。总面积27.12平方公里，总人口1605人，其中男性815人，女性790人（2011年12月31日），人口密度59人/平方公里。